# Назви астрономічних об'єктів
У давнину власні назви мали лише кілька астрономічних об'єктів — Сонце, Місяць, планети, які видно неозброєним оком, та кілька зір. Упродовж останніх кількох сотень років кількість ідентифікованих астрономічних об'єктів зросла із сотень до понад мільярда, і щороку їх відкривають все більше. Астрономи мають мати можливість давати всім цим об'єктам систематичні позначення, щоб однозначно їх ідентифікувати, і водночас давати власні назви найвизначнішим об'єктам.
Визнаним авторитетом в астрономії щодо присвоєння позначень небесним тілам — зорям, планетам та малим планетам, а також деталям їх поверхонь — є Міжнародний астрономічний союз (МАС). Для однозначної ідентифікації небесних тіл він розробив систему позначень для об'єктів різного роду. Літерно-цифрові позначення дають астрономам змогу однозначно ідентифікувати зорі, які вони досліджують.

## Зорі
Неозброєним оком на земному небі видно кілька тисяч зір. Це максимальна кількість зір, яким могли дати назви представники стародавніх культур. Верхня межа того, що фізіологічно можливо побачити неозброєним оком, — це видима зоряна величина 6 або, в абсолютних цифрах, близько десяти тисяч зір. Із появою телескопів кількість зір, доступних для спостереження, різко збільшилася: їх стало надто багато, щоб усім можна було дати назви. Найпершою системою позначення зір, яка зберігає популярність і досі, є позначення Баєра; у ній зорі ідентифікують літерами грецької абетки за сузір'ями, у яких вони розташовані.
МАС є єдиним міжнародно визнаним органом, який призначає астрономічні назви астрономічним об'єктам і об'єктам на їхніх поверхнях. Його завданням є забезпечення однозначності присвоєних назв. Існує багато старих астрономічних каталогів, і постійно створюються нові зоряні каталоги, які містять дані, отримувані в різноманітних астрономічних оглядах. Усі позначення об'єктів у новітніх зоряних каталогах починаються з «ініціальної абревіатури», яку МАС зберігає однаковою в усіх своїх матеріалах. У різних зоряних каталогах існують різні домовленості щодо того, що йде після абревіатури, але сучасні каталоги, як правило, дотримуються загальних правил формату використовуваних даних.
МАС не визнає комерційну практику продажу вигаданих назв зір комерційними компаніями.

### Зорі з власними назвами
Іноді зручніше називати зорю, особливо яскраву, тією назвою, яка вже усталилася та/або легше запам'ятовується. Існує 300—350 зір із традиційними або історичними власними назвами. Це, як правило, найяскравіші та/або найпомітніші зорі в сузір'ях — наприклад, Бетельгейзе, Рігель, Вега. Більшість таких назв походять з арабської мови.
Деякі зорі мають кілька власних назв, оскільки в багатьох різних культурах їх давали назви незалежно один від одного. Наприклад, Полярну зорю в різних культурах в історії людства називали Альрукаба, Кіносура, Місмар, Навігаторія, Зоря Аркадія, Трамонтана, Їлдуз.
Для каталогізації й стандартизації власних назв зір МАС у 2016 році організував Робочу групу з назв зір (WGSN). До її створення не існувало офіційного каталогу назв найяскравіших зір неба, створеного МАС.
Перший бюлетень, виданий групою в липні 2016 року, містив таблицю перших двох груп назв, затверджених WGSN (30 червня і 20 липня 2016 року), а також назви зір, прийняті Робочою групою Виконавчого комітету МАС з публічних назв планет і супутників планет і їх супутників під час кампанії NameExoWorlds 2015 року і визнані WGSN. Наступні партії назв були затверджені 21 серпня 2016 року, 12 вересня 2016 року та 5 жовтня 2016 року. Вони були зазначені в таблиці, включеній до другого бюлетеня WGSN, виданого в жовтні 2016 року. Наступні доповнення були зроблені 1 лютого, 30 червня, 5 вересня і 19 листопада 2017 року, а також 6 червня 2018 року. Усі вони включені до поточного Списку затверджених МАС назв зір. МАС провів кампанію NameExoWorlds також у 2019 і 2022 роках.
Найближчу до Землі зорю зазвичай називають просто Сонце або його еквівалент використовуваною мовою (наприклад, якби двоє франкомовних астрономів назвали б її le Soleil). Однак у науковій фантастиці її зазвичай називають латинською назвою Sol.

#### Зорі, названі на честь людей
Є близько двох десятків зір, які були названі на честь астрономів, — як-от Зоря Барнарда, Зоря Іннеса, Зоря Тігардена тощо.
У результаті кампанії NameExoWorlds у грудні 2015 року МАС затвердив назви Сервантес (на честь письменника Мігеля де Сервантеса) для зорі Мю Жертовника і Коперник (на честь астронома Миколая Коперника) для зорі 55 Рака A. У липні 2016 року Робоча група з назв зір МАС затвердила для Альфи Гончих Псів назву Серце Карла (лат. Cor Caroli), дану їй на честь короля Англії Карла I його лікарем сером Чарльзом Скарборо. У 2019 році МАС знову провела кампанію NameExoWorlds.

### Зоряні каталоги
З появою телескопів кількість зір, видимих на небі, стала надто великою, щоб їм усім можна було дати назви. Натомість у різних зоряних каталогах їм дають позначення. У старих каталогах зорям або призначали довільний номер, або використовували певну літерну систему позначень, засновану на тому, у якому сузір'ї розташована зоря, — як, наприклад, в «Альмагесті» Птолемея 150 року н. е., написаному грецькою мовою, і в «Книзі нерухомих зір» Аль-Суфі 964 року, написаній арабською. Кількість зоряних каталогів, які використовуються нині, досить велика, і з огляду на це більшість яскравих зір нині мають кілька різних позначень.
У 1540 році італійський астроном Алессандро Пікколоміні випустив книгу De le Stelle Fisse («Про нерухомі зорі»), яка містила зоряні карти 47 сузір'їв, де він пронумерував зорі за зоряною величиною, приписавши їм латинські літери.

#### Позначення Баєра
Позначення Баєра для бл. 1500 найяскравіших зір були вперше опубліковані в 1603 році. У цьому списку зоря позначається малою літерою грецького алфавіту, за якою йде латинська назва її сузір'я. У позначенні Баєра застосовано присвійну форму назви сузір'я, яка майже завжди закінчується на -is, -i або -ae; якщо назва сузір'я у множині — на -um. Часто вживають трилітерні скорочення. Наприклад, Альфа Центавра (α Cen) у сузір'ї Центавра, Альфа Південного Хреста (α Cru) і Бета Південного Хреста (β Cru) (дві найяскравіші зорі в сузір'ї Південного Хреста), Ета Кіля (η Car) у Кілі, Лямбда Оріона (λ Ori) в Оріоні, Сигма Октанта (σ Oct) в Октанті. Після того, як усі 24 грецькі літери призначені, використовуються великі й малі латинські літери — наприклад, A Центавра (A Cen), B Центавра (B Cen), потім a Центавра (a Cen), b Центавра (b Cen), і так далі.
Зі збільшенням роздільної здатності телескопів з'ясувалося, що численні зорі, які вважалися окремими, насправді є оптично подвійними зорями — тобто, розташовані на небі настільки близько, що їх не вдається розрізнити неозброєним оком. Це призвело до третьої ітерації перепозначень: щоб розрізняти раніше нерозрізнювані зорі, довелося додати до їхніх позначень числові надрядкові індекси. Наприклад, Тета Стрільця (θ Sgr), яка раніше вважалася однією зорею, «розпалася» на Тету¹ Стрільця (θ¹ Sgr) і Тету² Стрільця (θ² Sgr), причому кожна з них сама по собі виявилася кратною зорею (подвійною й потрібною відповідно).

#### Позначення Флемстида
Позначення Флемстида складаються з номера і латинського родового відмінка сузір'я, у якому розташована зоря — наприклад, 51 Пегаса, 61 Лебедя тощо. До каталогу було занесено близько 2500 зір. Їх зазвичай використовують для зір, для яких позначення Баєра не існує або коли в позначенні Баєра використовуються незручні надрядкові числові знаки, як-от Rho¹ Cancri (55 Рака).

#### Сучасні каталоги
Більшість сучасних каталогів створюються за допомогою комп'ютерів на основі даних, отриманих від високочутливих телескопів із високою роздільною здатністю, завдяки чому вони охоплюють величезну кількість об'єктів. Наприклад, Каталог опорних зір II (Guide Star Catalog II) містить записи про понад 998 мільйонів різних астрономічних об'єктів. Об'єкти в цих каталогах, як правило, розташовані з дуже високою роздільною здатністю, а позначення їм присвоюються на основі їхнього положення на небі. Прикладом такого позначення є SDSSp J153259.96-003944.1, де SDSSp вказує на те, що позначення взято зі Слоанівського цифрового огляду неба (Sloan Digital Sky Survey preliminary objects), а інші символи вказують на небесні координати: епоха J, пряме піднесення 15 год 32 хв 59,96 с, схилення −00° 39′ 44,1″.

### Змінні зорі
Змінні зорі позначають за схемою, яка базується на варіації формату позначень Баєра: ідентифікатор, що починається з великої латинської літери, який передує латинському родовому відмінку назви сузір'я. Такі позначення є ознакою того, що зоря є змінною. Приклади: R Лебедя (R Cygni), RR Ліри (RR Lyrae), V1331 Лебедя (V1331 Cygni). Міжнародний астрономічний союз делегував позначення змінних зір Астрономічному інституту ім. Штернберга в Москві, Росія.

### Компактні зорі

#### Пульсари
Пульсари, як-от PSR J0737-3039, позначаються ідентифікатором PSR, який вказує на наявність пульсуючого джерела радіовипромінювання. Після нього вказують небесні координати — епоху, пряме піднесення та схилення. Епоха позначається префіксом J (юліанська епоха) або B (бесселіанська епоха), який використовувався до 1993 року (приклад: PSR B1257+12).

#### Чорні діри
Єдиної загальноприйнятної конвенції щодо позначень чорних дір не розроблено.
Надмасивні чорні діри позначають за назвою галактик, у ядрі яких вони розташовані. Наприклад, надмасивні чорні діри галактик NGC 4261, NGC 4151 і M31 отримали свої позначення відповідно позначень галактик у Новому загальному каталозі та списку об'єктів Мессьє.
Інші чорні діри, як-от Лебідь X-1, яка, найімовірніше, є чорною дірою зоряної маси, каталогізують за їхніми сузір'ями і тим, у якому порядку вони були відкриті. Велика кількість чорних дір позначена за їхнім положенням на небі та префіксом інструмента, за допомогою якого їх було відкрито, або огляду, у який їх було вміщено, — наприклад, SDSS J0100+2802 (де SDSS означає Слоанівський цифровий огляд неба, XTE J1650-500 (XTE — Rossi X-ray Timing Explorer), GRO J1655-40 (GRO — гамма-обсерваторія «Комптон»), RX J1131-1231 (RX — рентгенівська обсерваторія Чандра) тощо.

### Наднові
Інформацію про відкриття наднових передають у Центральне бюро астрономічних телеграм (CBAT) МАС, і їм автоматично присвоюються попередні позначення на основі координат відкриття на небі. Історично, коли наднові ідентифікуються як такі, що належать до певного типу, CBAT публікує також циркуляри, у яких зазначаються присвоєні їм літерні позначення року і деталі відкриття.
Постійне позначення наднової складається зі стандартного префікса SN, року відкриття та індексу, що складається з однієї-трьох літер латинської абетки. Індекси перших 26 наднових року є великими латинськими літерами від A до Z. Подальші наднові, які спалахнули того ж року, позначаються парами малих латинських літер від aa до az, потім від ba до zz. Далі йдуть aaa, aab і так далі (уперше такі індекси з'явилися у 2015—2016 роках). Наприклад, знаменита наднова SN 1987A була першою, яку спостерігали в 1987 році, а SN 2023ixf — одна з найяскравіших, яку спостерігали останнім часом. З 1885 року було зареєстровано кілька тисяч наднових.
Останніми роками з'явилося кілька проєктів з відкриття наднових, які залишають свої відкриття віддалених наднових для внутрішнього спостереження і не повідомляють про них CBAT. Починаючи з 2015 року, CBAT скоротив публікації присвоєних позначень типових наднових: до вересня 2014 року він опублікував позначення й докладну інформацію для 100 наднових, відкритих тогоріч, тоді як до вересня 2015 року CBAT опублікував позначення лише 20 наднових, відкритих тогоріч. The Astronomer's Telegram надає деякі допоміжні послуги, незалежно від CBAT.
Чотири наднові, які мають історичне значення, відомі просто за роком, коли вони спалахнули:
- SN 1006 — найяскравіша зоряна подія з усіх коли-небудь зафіксованих;
- SN 1054 — від якої залишилися Крабоподібна туманність і пульсар PSR B0531+21[en][28];
- SN 1572 — наднова Тихо Браге;
- SN 1604 — наднова Кеплера.

З 1885 року літери-суфікси присвоюються завжди, навіть якщо було виявлено лише одну наднову за весь рік (хоча такого не відбувалося з 1947 року). Завдяки технологічному прогресу та збільшенню тривалості спостережень на початку XII століття до МАС щороку надходили повідомлення про сотні наднових, з яких у 2007 році понад 500 було каталогізовано. Відтоді темпи відкриття наднових зросли до тисяч на рік: наприклад, у 2019 році було зареєстровано майже 16 000 спостережень наднових, з яких понад 2000 отримали позначення CBAT.

## Сузір'я
Історично астрономи поділяли небо на сузір'я відповідно до того, які закономірності вони на ньому бачили. Визначалися лише форми цих фігур, натомість назви й номери сузір'їв у різних картах визначалися по-різному. Хоча з погляду науки вони не мають жодного сенсу, вони виконують роль корисних орієнтирів на небі для людей, зокрема для астрономів. У 1930 році межі цих сузір'їв були зафіксовані Еженом Жозефом Дельпортом і прийняті МАС, і відтоді кожна точка на небесній сфері належить до певного сузір'я.

## Галактики
Як і зорі, більшість галактик не мають назв. Є кілька винятків, як-от галактика Андромеди, галактика Вир та інші, але більшість із них позначають просто ідентифікаторами з каталогів.
У XIX столітті природа галактик ще не була зрозуміла, і в ранніх астрономічних каталогах поєднували разом розсіяні скупчення, кулясті скупчення, туманності й галактики: у каталозі Мессьє їх загалом 110. Галактика Андромеди — це об'єкт Мессьє 31, або M31; галактика Вир — M51. Новий загальний каталог (NGC, 1888) набагато більший (містить майже 8000 об'єктів), але й у ньому галактики змішано з туманностями й зоряними скупченнями.

## Планети

### Планети Сонячної системи
Найяскравіші планети отримали свої назви ще в давні часи. 
У Західній культурі їхні назви походять з античної міфології Стародавнього Риму: Меркурій, Венера, Марс, Юпітер і Сатурн. Для нашої планети в кожній мові існує особлива назва — наприклад, в українській це Земля, в англійській — Earth, у французькій la Terre. Однак сприймати Землю як планету людство почало порівняно недавно.
Землю як планету іноді також називають латинською назвою Терра, особливо в науковій фантастиці; прикметник від неї — terran (земний, землянин). Ця традиція зумовлена тим, що протягом тривалого часу латина була міжнародною науковою мовою. Пізніше відкриті планети отримали свої назви за тим же принципом:
- Уран — відкритий Вільямом Гершелем у 1781 році[32].

- Нептун — відкритий Йоганном Готфрідом Ґалле у 1846 році на основі передбачення Урбена Левер'є[33].

Цим двом планетам — крижаним гігантам — дали назви з грецьких або римських міфів, щоб вони продовжували традицію. Утім, остаточні назви вони отримали не одразу. Наприклад, сер Вільям Гершель, що відкрив Уран у 1781 році, спочатку назвав його Georgium Sidus (Зоря Георга) на честь короля Великої Британії Георга III. Французькі астрономи почали називати її Гершель, і лише потім німець Йоганн Боде запропонував назву Уран на честь грецького бога неба, висунувши такий аргумент: «оскільки Сатурн був батьком Юпітера, то нову планету слід назвати на честь батька Сатурна». Назва Уран увійшла в загальний вжиток близько 1850 року, коли видавництво Морського альманаху Його Величності HM Nautical Almanac Office закріпило цю назву у своїх списках.
Починаючи з 1801 року, астрономи почали відкривати численні астероїди між Марсом і Юпітером. Перші кілька астероїдів (Церера, Паллада, Юнона, Веста) спочатку вважали планетами. Але оскільки їх відкривали дедалі більше, незабаром їх позбавили статусу планети. Плутон теж вважали планетою на час його відкриття в 1930 році. За цією з логікою отримали назви кілька неіснуючих тіл Сонячної системи:
- Вулкан — гіпотетична планета з орбітою всередині орбіти Меркурія
- Фаетон — гіпотетична планета між Марсом і Юпітером, у результаті розпаду якої, як вважалося, утворився пояс астероїдів
- Феміда — супутник Сатурна
- Персефона та кілька інших трансплутонових планет.

Астрономи в суспільствах з іншими традиціями часто називають планети інакше. Наприклад, традиційна арабська назва Юпітера — المشتري (Al-Mushtarīy).
Через шість десятиліть після відкриття Плутона астрономи почали відкривати багато великих транснептунових об'єктів (ТНО). Постало питання щодо того, як слід класифікувати ці об'єкти поясу Койпера, адже якби Плутон відкрили разом із ними в 1990-х роках, то навряд чи його вважали б планетою. Нині відомо, що його маса набагато менша, ніж вважали раніше, а з відкриттям Еріди він «перетворився» на одного з двох найбільших відомих транснептунових об'єктів. Тому у 2006 році Плутон разом з Еридою та кількома іншими ТНО віднесли до іншого класу астрономічних тіл — карликових планет.

### Екзоплапнети
У цей момент[коли?], як свідчить МАС, не існує узгодженої системи позначення екзопланет (планет, що обертаються навколо інших зір). Порядок їх позначення встановлений Робочою групою Виконавчого комітету МАС з публічного найменування планет та їхніх супутників. Наукова номенклатура для позначення зазвичай складається з власної назви або абревіатури, що часто відповідає назві зорі, за якою йде мала літера, починаючи з b, — наприклад, 51 Пегаса b (51 Pegasi b / 51 Peg b).
Традиція додавати малі літери запозичена з давно[коли?] встановлених правил МАС для позначення подвійних і кратних зоряних систем. Головну зорю, яка зазвичай яскравіша і більша за свої супутники, позначають великою латинською літерою A. Її супутники, своєю чергою, позначають B, C і так далі. Наприклад, Сіріус, найяскравіша зоря на небі, насправді є подвійною, що складається з добре видимого неозброєним оком Сіріуса A та його тьмяного супутника — білого карлика Сіріус B. Перша екзопланета, яка, за попередніми даними, обертається навколо другої за яскравістю зорі в потрійній зоряній системі Альфа Центавра, відповідно, позначається Альфа Центавра Bb. Якщо екзопланета обертається навколо обох зір подвійної системи, її можуть позначити, наприклад, Kepler-34(AB)b.

### Природні супутники
Додаткова інформація: Назви супутників
Природний супутник Землі називають просто Місяць чи його еквівалентом мовою у відповідній мові. У мовах на основі латини назва зазвичай походить від імені давньоримської богині Луни (італ. la Luna, ісп. la Luna, фр. la Lune). Рідше назви, пов'язані з Місяцем, походять від імені давньогрецької богині Селени (грец. Σελήνη, укр. селенографія, нім. Selenologie). В англомовній науковій фантастиці «місяцем» (англ. moon) називають природний супутник будь-якої планети.
Природні супутники інших планет зазвичай називають на честь міфологічних персонажів, пов'язаних із їхньої материнською планетою: наприклад, Фобос і Деймос — це сини-близнюки Ареса (Марса), а галілеєві супутники, Іо, Європа, Ганімед і Каллісто, — це чотири супутники Зевса (Юпітера). Натомість супутники Урана названі на честь персонажів творів Вільяма Шекспіра або Олександра Поупа, як-от Умбрієль або Титанія.
Після відкриття природним супутникам дають тимчасові позначення, як-от S/2010 J 2 (2-й супутник Юпітера, відкритий у 2010 році) або S/2003 S 1 (1-й супутник Сатурна, відкритий у 2003 році). Індекс S перед косою рискою означає «супутник» (satellite) і дає змогу відрізняти космічне тіло від комет, які позначають індексами D, C та P. Планетні кільця позначають індексом R. Такі позначення іноді записують як S/2003 S1, опускаючи другий пробіл. Літера, що йде після категорії та року, ідентифікує планету: Юпітер — J, Сатурн — S, Уран — U, Нептун — N; щоб не плутати Марс і Меркурій, останній позначають літерою H (від Hermes; Гермес — аналог Меркурія в давньогрецькому пантеоні).
Коли Плутон мав статус планети, він мав позначення P, але у 2006 році МАС перекваліфікував його на карликову планету. Якщо відкритий об'єкт обертається навколо малої планети, як позначення використовується її номер останньої в круглих дужках. Наприклад, Дактиль, супутник астероїда 243 Іда, спочатку отримав позначення S/1993 (243) 1. Після підтвердження й присвоєння йому назви він дістав назву (243) Іда I Дактиль ((243) Ida I Dactyl). Четвертий супутник Плутона, Кербер, відкритий уже після того, як Плутон перейшов до категорії карликових планет і отримав номер малої планети, отримав позначення S/2011 (134340) 1. Утім, хоча команда місії New Horizons, не погоджуючись із новою класифікацією, використовувала останнє позначення — S/2011 P 1.
Вживаються такі індекси планет:
- H = Меркурій (~ Гермес).
- V = Венера
- E = Земля
- M = Марс
- J = Юпітер
- S = Сатурн
- U = Уран
- N = Нептун

Через певний час, коли існування нововідкритого супутника підтверджено і розраховано його орбіту, для нього обирають власну назву. Однак деякі супутники залишалися без назви досить довго після їх відкриття (див. статтю Назви супутників).
Перші відкриті природні супутники планет (за винятком Місяця) позначали римськими числами. Галілей позначив великі супутники Юпітера числами від I до IV (за відстанню їхніх орбіт від Юпітера), почасти на зло своєму супернику Симону Маріусу, який спершу запропонував назвати ці космічні тіла іменами членів родини Медічі, а коли з'ясувалося, що ця ідея не знайшла підтримки, запропонував назви, прийняті зараз. Подібні схеми нумерації природним чином застосовували також до супутників Сатурна й Марса. Спочатку числа відповідали номеру супутника за віддаленістю його орбіти від планети, починаючи з найближчого, проте через численні нові відкриття нумерація невдовзі перестала відповідати цій схемі (наприклад, Юпітер V — це Амальтея, яка обертається ближче до Юпітера, ніж Іо. Наприкінці XIX століття склалася неписана домовленість: числа відображають радше порядок відкриття, за винятком попередніх історичних випадків (див. статтю Історія відкриття планет і супутників Сонячної системи).

### Геологічні й географічні особливості
Окрім назв самих планет і супутників, назв потребують також окремі геологічні й географічні об'єкти на цих планетах і супутниках, як-от кратери, гори, вулкани тощо.
До винайдення телескопа можна було побачити лише кілька найбільших деталей на Місяці; решта деталей на інших тілах Сонячної системи залишалися недоступними. Уже найперші телескопи дали змогу досліджувати місячні кратери і Велику червону пляму на Юпітері, а телескопи XIX століття вже були здатні розрізнити деякі особливості на поверхні Марса.
У 1919 році було створено МАС, який призначив комітет для впорядкування хаотичних назв об'єктів на Місяці й Марсі, що існували на той час. Значну частину роботи виконала Мері Адела Блегг, а першим систематизованим переліком об'єктів на Місяця стала доповідь Named Lunar Formations («Назви місячних утворень») Блегг і Мюллера (1935). Пізніше була опублікована The System of Lunar Craters, quadrants I, II, III, IV («Система місячних кратерів, квадранти I, II, III, IV») під керівництвом Джерарда Койпера. Ці роботи були прийняті МАС і стали визнаними джерелами для місячної номенклатури.
Номенклатура об'єктів на Марсі була уточнена в 1958 році: комітет МАС рекомендував до прийняття назви 128 деталей альбедо (світлих, темних або кольорових), які можна побачити в наземні телескопи (IAU, 1960). Ці назви спираються на систему, яку наприкінці XIX століття розробив італійський астроном Джованні Скіапареллі (1879), а на початку XX століття розширив Ежен Антоніаді (1929), астроном грецького походження, який працював у Медоні, Франція.
В епоху космічних зондів з'явилися зображення тіл Сонячної системи із високою роздільною здатністю, і виникла потреба стандартизувати назви об'єктів, які на них зафіксовані.

## Малі планети
Спочатку назви малим планетам давали за тією ж схемою, що й «великим» планетам: використовували імена з давньогрецької або римської міфології, причому перевагу надавали жіночим іменам. У 1898 році було відкрите перше тіло, яке перетинало орбіту Марса, і було визнано доцільним змінити традицію: цьому тілу дали назву, утворену від чоловічого імені, — 433 Ерос. Так було започатковано традицію давати жіночі імена тілам головного поясу і чоловічі — тілами з незвичними орбітами.
Оскільки відкриттів із роками ставало дедалі більше, невдовзі ця система була визнана неадекватною, і була розроблена нова. Нині відповідальність за надання назв малим планетам покладена на Робочу групу номенклатури малих тіл (англ. Working Group Small Bodies Nomenclature, WGSBN). Вона складається з 15 членів, 11 з яких є членами з правом голосу, а інші чотири — представниками Робочої групи з номенклатури планетних систем (Working Group for Planetary System Nomenclature), Центру малих планет, а також президента і генерального секретаря МАС. Малій планеті, яка спостерігається протягом щонайменше двох ночей і яку не вдається ототожнити з існуючими небесними об'єктами, Центр малих планет спочатку призначає тимчасове позначення, яке містить рік і послідовний номер спостереження протягом цього року. Коли накопичується достатня кількість спостережень об'єкта для надійного обчислення його орбіти, Центр малих планет надає малій планеті постійний номер.
Після того як нововідкритий астероїд отримав постійний номер, його першовідкривач має можливість запропонувати власну назву, яку має ухвалити МАС. Так, наприклад, астероїд із тимчасовим позначенням 2001 KX76 спочатку отримав постійний номер 28978, а потім назву Іксіон. Назву з коротким поясненням її значення публікують у Бюлетені Робочої групи з номенклатури малих тіл. Постійний номер можуть призначити через багато років після першого спостереження астероїда, а якщо його загубили, може минути кілька десятиліть, перш ніж його знову помітять, обчислять орбіту і нарешті дадуть постійний номер. Якщо після призначення постійного номера мала планета залишається без назви протягом десяти років, то право назвати її надається також усім, хто ідентифікував її появу в різні часи, чиї спостереження зробили значний внесок у визначення її орбіти, а також представникам обсерваторії, у якій зроблено відкриття. Надаючи назву малій планеті, Робоча група з номенклатури малих тіл має право діяти на власний розсуд і часто застосовує це право, коли номер тіла кратний тисячі.
Останніми роками автоматизовані пошукові системи, як-от LINEAR або LONEOS, відкрили тисячі астероїдів, через що Робоча група номенклатури малих тіл офіційно обмежила присвоєння їм назв: один відкривач має право запропонувати щонайбільше дві назви кожні два місяці. З огляду на це переважній більшості відкритих на сьогодні астероїдів досі не присвоєно офіційних назв.
Правила МАС вимагають, щоб назва малої планети не була складною для вимови; бажано, щоб вона складалася з одного слова. Заради цього в назвах малих планет, названі на честь людей, ім'я та прізвище пишуть разом (наприклад, астероїд, названий на честь Анни Франк, має назву 5535 Аннафранк), хоча можливі й винятки (наприклад, астероїд, названий на честь літературного персонажа Джеймса Бонда, отримав назву 9007 Джеймс Бонд).
З 1982 року довжина назви малої планети в англійській мові обмежується 16 символами, враховуючи небуквені символи (пробіли й дефіси). Це правило було порушено один раз: назва комети-астероїда 4015 Wilson–Harrington складається із 17 символів (в українській — 4015 Вілсон — Гаррінгтон — навіть більше: 19 символів). Вихід за межі обмеження стався тому, що це тіло вже отримало назву як комета до того, як було перевідкрите як астероїд.
В англійських назвах малих тіл допускаються літери з діакритичними знаками, хоча в англійській мові їх у повсякденному вжитку зазвичай опускають. Астероїд із найбільшою кількістю діакритичних знаків (чотири) у назві — 4090 Říšehvězd (укр. 4090 Рісегвезд).
Давати малим тілам назви на честь військових і політичних лідерів можна, лише якщо після їхньої смерті минуло щонайменше сто років. Назви на честь домашніх тварин не рекомендуються, але деякі з них, призначені до запровадження цього правила, вирішили не змінювати. Не приймаються імена людей, компаній і продуктів, відомих лише своїми успіхами в бізнесі, а також рекламоподібні цитати.
Для звичайних астероїдів дозволяється використовувати досить ексцентричні назви (наприклад, 26858 Містерроджерс, 274301 Вікіпедія тощо), але якщо астероїд належить до однієї з динамічних груп, очікується, що його назва відповідатиме жорсткіше визначеній схемі.
- Навколоземні астероїди (як-от 1862 Аполлон) отримують назви за іменами міфологічних персонажів, за винятком імен, пов'язаних зі створенням світу або підземним світом, але астероїди групи Амура (з перигелієм більшим за 1,15 а. о.) можуть отримувати імена з інших сфер.
- Троянські астероїди Юпітера (об'єкти, які перебувають в орбітальному резонансі з Юпітером 1:1) названі на честь персонажів легендарної Троянської війни. Астероїди, які перебувають у точці Лагранжа L4, отримують назви на честь грецьких героїв (наприклад, 588 Ахіллес), а астероїди в точці L5 — на честь троянців (наприклад, 884 Пріам[en]). Невеликі троянці Юпітера з абсолютною зоряною величиною менше 12 (у V-діапазоні) можуть бути названі на честь олімпійських спортсменів[61][63].
- Кентаври, які перетинають або наближаються до орбіт планет-гігантів, але не перебувають у стабілізуючому орбітальному резонансі з ними, як-от 2060 Хірон, дістають назви на честь кентаврів — істот із грецької міфології, наполовину коней, наполовину людей.
- Троянські астероїди Нептуна — тіла, захоплені в орбітальний резонанс 1:1 із Нептуном, як-от 385571 Отрера — дістають назви на честь амазонок, при цьому правило виобру назв для тіл у точках Лагранжа L4 і L5 те саме[61][64].
- Плутино (наприклад, ж90482 Орк) дістають назви на честь міфологічних персонажів, пов'язаних із підземним світом.
- Інші транснептунові об'єкти (наприклад, 50000 Квавар), зокрема класичні об'єкти поясу Койпера, отримують назви з міфології (необов'язково з грецької чи римської) або міфів, особливо ті, що пов'язані зі створенням світу.

## Комети
Упродовж двох останніх століть назви, які давали кометам, відповідали кільком різним конвенціям, тому до прийняття системної конвенції вони отримували назви за різними правилами. Першою отримала назву комета Галлея — на честь Едмонда Галлея, який розрахував її орбіту. Друга відома періодична комета — комета Енке (її офіційне позначення 2P/Енке) — названа на честь астронома Йоганна Франца Енке, який розрахував її орбіту, хоча її першовідкривачем є П'єр Мешен. Є також інші комети, названі на честь людей — комета Бієли (3D/Бієли), комета Макнота (C/2006 P1 (Макнота)) тощо. Найяскравіші комети називали «великими» за роком, коли вони з'явилися — наприклад, Велика комета 1106 року.
На початку XX століття усталилася традиція називати комети на честь їхніх першовідкривачів; вона зберігається й донині. Відкрита комета отримує назву на честь її перших незалежних відкривачів, щонайбільше три прізвища, розділені дефісами — наприклад, 67P/Churyumov-Gerasimenko (згідно з Українським правописом 2019 року, прізвища мають бути у родовому відмінку, і їх слід розділяти не дефісами, а тире з пробілами навколо нього, тому в українській мові ця комета має назву комета Чурюмова — Герасименко). МАС вважає за краще вказувати не більше двох відкривачів, а більше трьох — лише «в рідкісних випадках, коли вже названу комету було втрачено, а потім ототожнено з відкритою кометою, яке вже отримала нову назву». Останніми роками багато комет відкривають автоматичні інструменти, якими керують великі команди астрономів — у такому випадку комета може отримати назву на честь інструмента, за допомогою якого вона відкрита (наприклад, комету IRAS–Araki–Alcock (укр. комета IRAS — Аракі — Олкока), яка має позначення C/1983 H1, незалежно один від одного відкрили супутник IRAS та астрономи-аматори Дженічі Аракі та Джордж Олкок). Комета 105P/Singer Brewster, яку відкрив американський астроном Стівен Сінгер-Брюстер, мала б називатися 105P/Singer-Brewster, але за написання через дефіс складалося б враження, що її відкрили два астрономи із прізвищами Сінгер і Брюстер, тому дефіс було замінено на пробіл (в українській мові цієї проблеми не виникає, оскільки прізвища розділяються тире). Пробіли, апострофи та інші символи в іменах першовідкривачів збереглися також у назвах інших комет:
- 32P/Комас Сола, першовідкривач Хосе Комас Сола
- 6P/д'Арре, першовідкривач Генріх Луї д'Арре
- 53P/ван Бісбрука[en], першовідкривач Джордж ван Бісбрук
- 66P/дю Туа[en], першовідкривач Даніель дю Туа[en]
- 57P/дю Туа — Неуйміна — Дельпорта[en], першовідкривачі Даніель дю Туа[en], Григорій Неуймін та Ежен Жозеф Дельпорт.

До 1994 року («за старим стилем») систематична назва комети складалася з тимчасового позначення року її відкриття і малої літери, яка позначала, якою за рахунком була відкрита комета в цьому році (наприклад, перша комета Беннета мала позначення 1969i — 9-та комета, відкрита в 1969 році). Але в 1987 році було відкрито більше, ніж літер в англійській абетці (26) — у такому разі абетку «запускали» знову з літери a, додаючи підрядковий індекс «1», як це досі роблять для астероїдів (наприклад, комета Скориченка — Джорджа мала позначення 1989e1). Рекордним був 1989 рік: остання відкрита в ньому комета мала позначення 1989h1. Після визначення орбіти комета отримує постійне позначення за часом проходження перигелію: воно складається з року, за яким слідує римська цифра. Наприклад, комета Беннета (1969i) отримала постійне позначення 1970 II.
Через зростання кількості відкритих комет ця процедура дедалі ускладнювалася, і у 2003 році Комітет з номенклатури малих тіл МАС затвердив нову систему надання їм назв, а на своїй Генеральній асамблеї 1994 року МАС затвердив нову систему позначень, яка набула чинності 1 січня 1995 року. Відтоді відкрита комета позначається роком її відкриття, за яким слідує літера, що вказує на півмісяць відкриття (A — 1-ша половина січня, B — 2-га половина січня, C — 1-ша половина лютого, D — 2-га половина лютого і т. д.), а за нею — число, яке вказує на порядок відкриття. Наприклад, 4-та комета, відкрита у 2-й половині лютого 2006 року, отримує позначення 2006 D4. Літери I та Z при цьому не використовуються. Крім того, до позначення комети додають префікс, який вказує на її природу:
- P — періодична комета;
- C — неперіодична комета;
- X — комета, обчислити надійну орбіту якої не вдалося (зазвичай це комети, описані в історичних хроніках);
- D — комета, яка розпалася або була втрачена;
- A — об'єкт, який спершу вважали кометою, але пізніше перекласифікували як астероїд (наприклад, C/2017 U1 стала A/2017 U1, а потім 1I/Оумуамуа).

Об'єкти на гіперболічних орбітах, які не виявляють кометної активності, також отримують позначення A (наприклад: A/2018 C2, яка згодом стала C/2018 C2 (Lemmon), коли була виявлена кометна активність). Періодичні комети також мають номер, що вказує на порядок їх відкриття. Так, комета Беннета має систематичне позначення C/1969 Y1. Комета Галлея, перша комета, яка була визначена як періодична, має систематичну назву 1P/1682 Q1. Комета Гейла — Боппа має систематичну назву C/1995 O1. Знаменита комета Шумейкерів — Леві 9 була 9-ю періодичною кометою, яку спільно відкрили Керолін Шумейкер, Юджин Шумейкер і Девід Леві (команда Шумейкерів і Леві відкрила також чотири неперіодичні комети впереміж із періодичними), але її систематична назва — D/1993 F2 (її було відкрито в 1993 році, а префікс D додано тому, що вона врізалася в Юпітер).
Деякі комети після відкриття вважалися малими планетами і отримали відповідне тимчасове позначення, а пізніше була виявлена кометна активність — такими є, наприклад, P/1999 XN120 (Каталіна) та P/2004 DO29 (Spacewatch — LINEAR). В електронних циркулярах Центру малих планет (MPEC) та в HTML-версіях циркулярів Міжнародного астрономічного союзу (IAUC) через свій «телеграфний» стиль нижні індекси позначень комет написані прямим шрифтом, але в PDF-версіях IAUC і деяких інших джерела, як-от у Циркулярах Ямамото (Yamamoto Circulars) і «Кометному циркулярі», вони використовуються.